# 41 Andromedae
41 Andromedae (41 And), som är stjärnans Flamsteedbeteckning, är en ensam stjärna belägen i den norra delen av stjärnbilden Andromeda. Den har en skenbar magnitud på ca 5,04 och är synlig för blotta ögat där ljusföroreningar ej förekommer. Baserat på parallaxmätning inom Hipparcosuppdraget på ca 18,4 mas, beräknas den befinna sig på ett avstånd på ca 178 ljusår (ca 54 parsek) från solen. Stjärnan rör sig bort från solen med en heliocentrisk radiell hastighet av 9,5 km/s och har en relativt stor relativ egenrörelse som förflyttar den över himlavalvet med 0,171 bågsekunder per år.

## Egenskaper
41 Andromedae A är en blå till vit jättestjärna av spektralklass A2 IIIvs. Abt och Levy (1985) klassificerade den som en stjärna av spektraltyp kA2hA6mA6, vilken anger att stjärnans spektrum har kalcium-K-linje för en A2-stjärna, vätelinjer för en A6-stjärna och metallinjer för en A6-stjärna. Den har en massa som är ca 2,3 gånger solens massa, en radie som är ca 2,5 gånger större än solens och utsänder ca 5 gånger mera energi än solen från dess fotosfär vid en effektiv temperatur på ca 8 500 K.